# Marek Saganowski
Marek Mirosław Saganowski (ur. 31 października 1978 w Łodzi) – polski piłkarz, który występował na pozycji napastnika, związany m.in. z ŁKS Łódź i Legią Warszawa, reprezentant Polski, następnie trener piłkarski.

## Kariera klubowa
Karierę rozpoczął w Łódzkim Klubie Sportowym. W Ekstraklasie zadebiutował w rundzie wiosennej sezonu 1994/95. W wieku 18 lat wyjechał za granicę i przebywał na wypożyczeniach w holenderskim Feyenoordzie i niemieckim Hamburgerze SV. Po powrocie w sezonie 1997/98 zdobył mistrzostwo Polski. Rozwój jego kariery zahamował groźny wypadek motocyklowy, któremu uległ w kwietniu 1998 roku. Po odejściu z ŁKS w 2000 roku, grał w barwach ekstraklasowej Orlenu Płock. Następnie trafił do występującej w Ekstraklasie Odry Wodzisław, w której odbudował swą formę. W sezonie 2001/2002 zdobył z Odrą tytuł mistrza jesieni Ekstraklasy. Z Wodzisławia Śląskiego wkrótce trafił do Legii Warszawa.
Latem 2005 po dwóch dobrych sezonach w Legii został kupiony przez portugalski klub pierwszoligowy Vitória SC, a rok później trafił do francuskiego Troyes AC. W styczniu 2007 został wypożyczony do końca sezonu do angielskiego drugoligowca Southampton FC z opcją pierwokupu. Anglicy skorzystali z tej opcji i 28 czerwca tegoż roku podpisali z Saganowskim 2-letnią umowę. Zapłacili za niego 680 tysięcy funtów, a więc w przeliczeniu ok. 3,85 miliona złotych. Najbardziej efektowny występ Saganowskiego na Wyspach miał miejsce 31 marca 2007 w meczu z Wolverhampton, kiedy to Saganowski zanotował pierwszy na angielskich boiskach hat-trick.
Od 2008 przebywał na wypożyczeniu w duńskim klubie Aalborg BK. W barwach tej drużyny 21 października 2008 strzelił gola w meczu Ligi Mistrzów z Villarrealem. Była to pierwsza bramka strzelona przez Polaka w Lidze Mistrzów po ponad trzyletniej przerwie.
Na początku stycznia 2009 po półrocznym wypożyczeniu wrócił do Southampton FC, a w grudniu 2009 rozwiązał kontrakt z tym klubem.
Na początku 2010 ponownie wymieniany był w kręgu zainteresowań broniącej się przed spadkiem wodzisławskiej Odry, jednakże 26 stycznia 2010 roku podpisał kontrakt z Atromitosem Ateny. W maju 2011 roku wydał oświadczenie informujące, iż odchodzi z Atromitosu z powodów rodzinnych.
11 czerwca 2011 roku podpisał kontrakt z ŁKS Łódź. Po spadku klubu do I ligi, 11 czerwca 2012 roku podpisał roczny kontrakt z Legią Warszawa. W oficjalnym meczu w barwach stołecznego klubu zadebiutował 26 lipca w meczu 2 rundy eliminacji Ligi Europy przeciwko Liepājas Metalurgs, strzelając w tym meczu hat-tricka. 19 sierpnia 2012 roku w meczu przeciwko Koronie Kielce rozegrał swój setny mecz, biorąc pod uwagę wszystkie rozgrywki w barwach Legii Warszawa, zdobywając w nich 55 bramek. Został uznany przez serwis internetowy legionisci.com za najlepszego zawodnika sezonu 2012/2013. 5 czerwca 2013 podpisał kontrakt na kolejne 2 lata. 24 sierpnia 2014 w meczu przeciwko Koronie Kielce (2:0), strzelił swojego 100. gola w Ekstraklasie. W 2015 roku przedłużył kontrakt z Legią o kolejny rok. Po sezonie 2015/2016, w którym zdobył z Legią mistrzostwo i Puchar Polski, zakończył karierę piłkarską.

## Statystyki kariery klubowej
| Klub                  | Sezon                 | Liga                  | Liga  | Liga   | Puchar kraju | Puchar kraju | Europa | Europa | Inne  | Inne   | Suma  | Suma   |
| Klub                  | Sezon                 | Liga                  | Mecze | Bramki | Mecze        | Bramki       | Mecze  | Bramki | Mecze | Bramki | Mecze | Bramki |
| --------------------- | --------------------- | --------------------- | ----- | ------ | ------------ | ------------ | ------ | ------ | ----- | ------ | ----- | ------ |
| ŁKS Łódź              | 1994/95               | Ekstraklasa           | 3     | 0      | 0            | 0            | –      | –      | –     | –      | 3     | 0      |
| ŁKS Łódź              | 1995/96               | Ekstraklasa           | 29    | 11     | 0            | 0            | –      | –      | –     | –      | 29    | 11     |
| ŁKS Łódź              | 1996/97               | Ekstraklasa           | 2     | 1      | 0            | 0            | –      | –      | –     | –      | 2     | 1      |
| Feyenoord             | 1996/97               | Eredivisie            | 7     | 0      | 1            | 0            | –      | –      | –     | –      | 8     | 0      |
| Hamburger SV          | 1996/97               | Bundesliga            | 3     | 0      | 1            | 0            | –      | –      | –     | –      | 4     | 0      |
| ŁKS Łódź              | 1997/98               | Ekstraklasa           | 22    | 11     | 0            | 0            | –      | –      | –     | –      | 22    | 11     |
| ŁKS Łódź              | 1998/99               | Ekstraklasa           | 15    | 1      | 0            | 0            | –      | –      | –     | –      | 15    | 1      |
| ŁKS Łódź              | 1999/00               | Ekstraklasa           | 24    | 6      | 1            | 0            | –      | –      | –     | –      | 25    | 6      |
| Wisła Płock           | 2000/01               | Ekstraklasa           | 23    | 4      | 3            | 0            | –      | –      | 1     | 0      | 27    | 4      |
| Odra Wodzisław        | 2001/02               | Ekstraklasa           | 27    | 2      | 2            | 1            | –      | –      | 5     | 1      | 34    | 4      |
| Odra Wodzisław        | 2002/03               | Ekstraklasa           | 3     | 0      | 0            | 0            | –      | –      | –     | –      | 3     | 0      |
| Legia Warszawa        | 2002/03               | Ekstraklasa           | 17    | 10     | 2            | 1            | 2      | 0      | –     | –      | 21    | 11     |
| Legia Warszawa        | 2003/04               | Ekstraklasa           | 24    | 17     | 6            | 1            | –      | –      | –     | –      | 30    | 18     |
| Legia Warszawa        | 2004/05               | Ekstraklasa           | 26    | 14     | 12           | 6            | 4      | 1      | –     | –      | 42    | 21     |
| Vitória SC            | 2005/06               | Primeira Liga         | 32    | 12     | 0            | 0            | 6      | 3      | –     | –      | 38    | 15     |
| Troyes AC             | 2006/07               | Ligue 1               | 6     | 0      | 0            | 0            | –      | –      | –     | –      | 6     | 0      |
| Southampton F.C.      | 2006/07               | Championship          | 13    | 10     | 0            | 0            | –      | –      | 2     | 0      | 15    | 10     |
| Southampton F.C.      | 2007/08               | Championship          | 30    | 3      | 1            | 0            | –      | –      | 1     | 0      | 32    | 3      |
| Aalborg BK            | 2008/09               | Superligaen           | 13    | 3      | 3            | 1            | 8      | 1      | –     | –      | 24    | 5      |
| Southampton F.C.      | 2008/09               | Championship          | 19    | 6      | 0            | 0            | –      | –      | –     | –      | 19    | 6      |
| Southampton F.C.      | 2009/10               | League One            | 6     | 0      | 0            | 0            | –      | –      | 2     | 0      | 8     | 0      |
| Atromitos             | 2009/10               | Superleague Ellada    | 9     | 2      | 0            | 0            | –      | –      | –     | –      | 9     | 2      |
| Atromitos             | 2010/11               | Superleague Ellada    | 25    | 3      | 5            | 2            | –      | –      | –     | –      | 30    | 5      |
| ŁKS Łódź              | 2011/12               | Ekstraklasa           | 29    | 6      | 1            | 1            | –      | –      | –     | –      | 30    | 7      |
| Legia Warszawa        | 2012/13               | Ekstraklasa           | 19    | 10     | 7            | 6            | 6      | 4      | 1     | 0      | 33    | 20     |
| Legia Warszawa        | 2013/14               | Ekstraklasa           | 11    | 5      | 1            | 2            | 6      | 1      | –     | –      | 18    | 8      |
| Legia Warszawa        | 2014/15               | Ekstraklasa           | 31    | 2      | 7            | 3            | 11     | 1      | 1     | 1      | 50    | 7      |
| Legia Warszawa        | 2015/16               | Ekstraklasa           | 7     | 0      | 5            | 1            | 4      | 0      | 1     | 0      | 17    | 1      |
| ŁKS Łódź              | ŁKS Łódź              | ŁKS Łódź              | 124   | 36     | 2            | 1            | 0      | 0      | 0     | 0      | 126   | 37     |
| Feyenoord             | Feyenoord             | Feyenoord             | 7     | 0      | 1            | 0            | 0      | 0      | 0     | 0      | 8     | 0      |
| Hamburger SV          | Hamburger SV          | Hamburger SV          | 3     | 0      | 1            | 0            | 0      | 0      | 0     | 0      | 4     | 0      |
| Wisła Płock           | Wisła Płock           | Wisła Płock           | 23    | 4      | 3            | 0            | 0      | 0      | 1     | 0      | 27    | 4      |
| Odra Wodzisław Śląski | Odra Wodzisław Śląski | Odra Wodzisław Śląski | 30    | 2      | 2            | 1            | 0      | 0      | 5     | 1      | 37    | 4      |
| Vitória Guimarães     | Vitória Guimarães     | Vitória Guimarães     | 32    | 12     | 0            | 0            | 6      | 3      | 0     | 0      | 38    | 15     |
| Troyes AC             | Troyes AC             | Troyes AC             | 6     | 0      | 0            | 0            | 0      | 0      | 0     | 0      | 6     | 0      |
| Southampton F.C.      | Southampton F.C.      | Southampton F.C.      | 68    | 19     | 1            | 0            | 0      | 0      | 5     | 0      | 74    | 19     |
| Aalborg BK            | Aalborg BK            | Aalborg BK            | 13    | 3      | 3            | 1            | 8      | 1      | 0     | 0      | 24    | 5      |
| Atromitos             | Atromitos             | Atromitos             | 34    | 5      | 5            | 2            | 0      | 0      | 0     | 0      | 39    | 7      |
| Legia Warszawa        | Legia Warszawa        | Legia Warszawa        | 135   | 58     | 40           | 20           | 33     | 7      | 3     | 1      | 211   | 86     |
| Ogólnie w karierze    | Ogólnie w karierze    | Ogólnie w karierze    | 474   | 139    | 57           | 25           | 47     | 11     | 14    | 2      | 592   | 177    |

## Kariera reprezentacyjna
W reprezentacji Polski zadebiutował w wieku 17 lat w towarzyskim spotkaniu z reprezentacją Białorusi. Do momentu wypadku w 1998 zawodnik rozegrał 7 spotkań w biało-czerwonych barwach. Do zespołu powrócił w 2003 w spotkaniu z Łotwą. 28 maja 2008 został powołany przez Leo Beenhakkera na Mistrzostwa Europy w Piłce Nożnej 2008.
Po ponad trzech latach przerwy w sierpniu 2012 został ponownie powołany do reprezentacji przez selekcjonera Waldemara Fornalika na mecze eliminacji mistrzostw świata 2014 z Czarnogórą i Mołdawią. Zagrał w spotkaniu z Czarnogórą (2:2), wchodząc za Roberta Lewandowskiego w doliczonym czasie gry.
Łącznie rozegrał 35 spotkań, w których strzelił pięć bramek.

### Statystyki

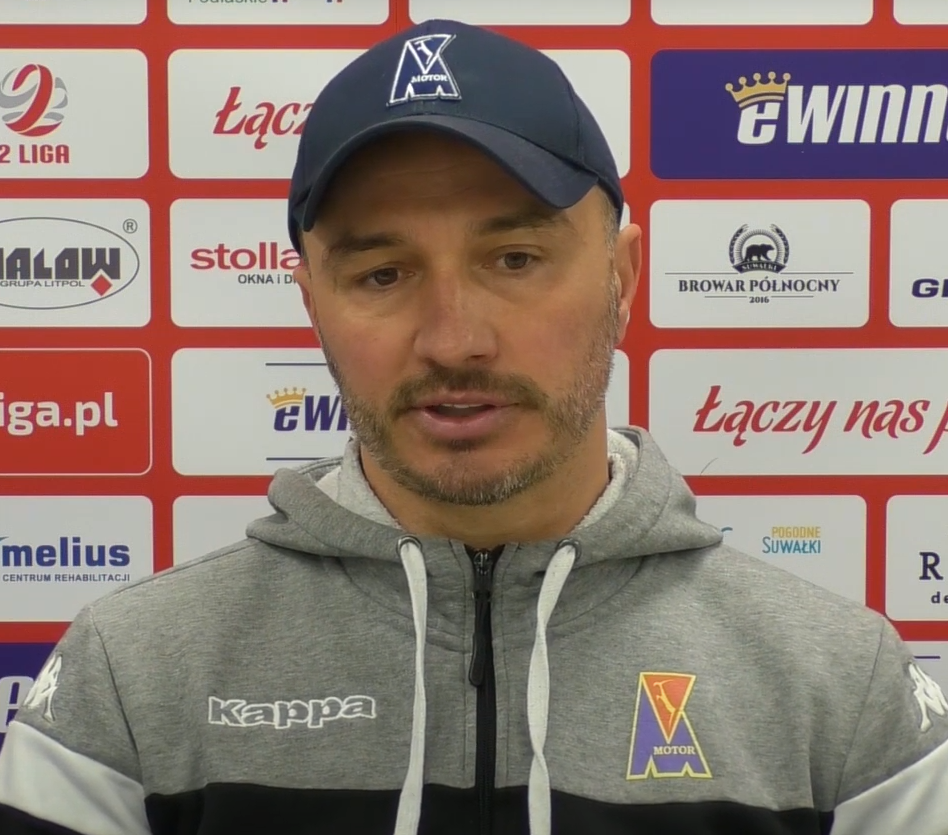
Marek Saganowski jako trener Motoru Lublin (2022)

| Drużyna narodowa | Rok  | Mecze | Bramki |
| ---------------- | ---- | ----- | ------ |
| Polska           |      |       |        |
| 1996             | 4    | 0     |        |
| 1998             | 3    | 0     |        |
| 2003             | 5    | 0     |        |
| 2004             | 1    | 0     |        |
| 2005             | 2    | 2     |        |
| 2006             | 1    | 1     |        |
| 2007             | 4    | 0     |        |
| 2008             | 8    | 0     |        |
| 2009             | 5    | 2     |        |
| 2012             | 2    | 0     |        |
| Suma             | Suma | 35    | 5      |

| Mecze i gole w reprezentacji | Mecze i gole w reprezentacji | Mecze i gole w reprezentacji | Mecze i gole w reprezentacji | Mecze i gole w reprezentacji | Mecze i gole w reprezentacji | Mecze i gole w reprezentacji |
| #                            | Data                         | Miasto                       | Przeciwnik                   | Gol                          | Wynik                        | Rozgrywki                    |
| ---------------------------- | ---------------------------- | ---------------------------- | ---------------------------- | ---------------------------- | ---------------------------- | ---------------------------- |
| 1.                           | 01.05.1996                   | Mielec                       | Białoruś                     |                              | 1:1                          | towarzyski                   |
| 2.                           | 02.06.1996                   | Moskwa                       | Rosja                        |                              | 0:2                          | towarzyski                   |
| 3.                           | 04.09.1996                   | Zabrze                       | Niemcy                       |                              | 0:2                          | towarzyski                   |
| 4.                           | 09.10.1996                   | Londyn                       | Anglia                       |                              | 1:2                          | eliminacje MŚ 1998           |
| 5.                           | 08.02.1998                   | Asunción                     | Paragwaj                     |                              | 0:4                          | towarzyski                   |
| 6.                           | 25.02.1998                   | Tel Awiw                     | Izrael                       |                              | 0:2                          | towarzyski                   |
| 7.                           | 25.03.1998                   | Warszawa                     | Słowenia                     |                              | 2:0                          | towarzyski                   |
| 8.                           | 06.09.2003                   | Ryga                         | Łotwa                        |                              | 2:0                          | eliminacje Euro 2004         |
| 9.                           | 10.09.2003                   | Chorzów                      | Szwecja                      |                              | 0:2                          | eliminacje Euro 2004         |
| 10.                          | 11.10.2003                   | Budapeszt                    | Węgry                        |                              | 2:1                          | eliminacje Euro 2004         |
| 11.                          | 12.11.2003                   | Warszawa                     | Włochy                       |                              | 3:1                          | towarzyski                   |
| 12.                          | 16.11.2003                   | Płock                        | Serbia i Czarnogóra          |                              | 4:3                          | towarzyski                   |
| 13.                          | 31.03.2004                   | Płock                        | Stany Zjednoczone            |                              | 0:1                          | towarzyski                   |
| 14.                          | 26.03.2005                   | Warszawa                     | Azerbejdżan                  | Gol · Gol                    | 8:0                          | eliminacje MŚ 2006           |
| 15.                          | 16.11.2005                   | Ostrowiec Świętokrzyski      | Estonia                      |                              | 3:1                          | towarzyski                   |
| 16.                          | 14.05.2006                   | Wronki                       | Wyspy Owcze                  | Gol                          | 4:0                          | towarzyski                   |
| 17.                          | 02.06.2007                   | Baku                         | Azerbejdżan                  |                              | 3:1                          | eliminacje Euro 2008         |
| 18.                          | 06.06.2007                   | Erywań                       | Armenia                      |                              | 0:1                          | eliminacje Euro 2008         |
| 19.                          | 12.09.2007                   | Helsinki                     | Finlandia                    |                              | 0:0                          | eliminacje Euro 2008         |
| 20.                          | 13.10.2007                   | Warszawa                     | Kazachstan                   |                              | 3:1                          | eliminacje Euro 2008         |
| 21.                          | 26.05.2008                   | Reutlingen                   | Macedonia                    |                              | 1:1                          | towarzyski                   |
| 22.                          | 27.05.2008                   | Reutlingen                   | Albania                      |                              | 1:0                          | towarzyski                   |
| 23.                          | 01.06.2008                   | Chorzów                      | Dania                        |                              | 1:1                          | towarzyski                   |
| 24.                          | 08.06.2008                   | Klagenfurt                   | Niemcy                       |                              | 0:2                          | Euro 2008                    |
| 25.                          | 12.06.2008                   | Wiedeń                       | Austria                      |                              | 1:1                          | Euro 2008                    |
| 26.                          | 16.06.2008                   | Klagenfurt                   | Chorwacja                    |                              | 0:1                          | Euro 2008                    |
| 27.                          | 06.09.2008                   | Wrocław                      | Słowenia                     |                              | 1:1                          | eliminacje MŚ 2010           |
| 28.                          | 10.09.2008                   | Serravalle                   | San Marino                   |                              | 2:0                          | eliminacje MŚ 2010           |
| 29.                          | 28.03.2009                   | Belfast                      | Irlandia Północna            | Gol                          | 2:3                          | eliminacje MŚ 2010           |
| 30.                          | 01.04.2009                   | Kielce                       | San Marino                   | Gol                          | 10:0                         | eliminacje MŚ 2010           |
| 31.                          | 06.06.2009                   | Johannesburg                 | Południowa Afryka            |                              | 0:1                          | towarzyski                   |
| 32.                          | 09.06.2009                   | Kapsztad                     | Irak                         |                              | 1:1                          | towarzyski                   |
| 33.                          | 12.08.2009                   | Bydgoszcz                    | Grecja                       |                              | 2:0                          | towarzyski                   |
| 34.                          | 07.09.2012                   | Podgorica                    | Czarnogóra                   |                              | 2:2                          | eliminacje MŚ 2014           |
| 35.                          | 11.09.2012                   | Wrocław                      | Mołdawia                     |                              | 2:0                          | eliminacje MŚ 2014           |

## Kariera trenerska
W kwietniu 2019 dołączył do sztabu pierwszej drużyny Legii Warszawa, obejmując stanowisko asystenta trenera. W tym samym miesiącu w zastępstwie zawieszonego pierwszego trenera Aleksandara Vukovicia poprowadził zespół w meczu ligowym z Lechią Gdańsk (3:1).  W październiku 2020 z kolei zastąpił trenera Czesława Michniewicza w spotkaniu o Superpuchar Polski z Cracovią (0:0, k. 4-5). Z klubem rozstał się w listopadzie 2020.
14 grudnia 2020 został trenerem Motoru Lublin. Funkcję tę sprawował do końca sezonu 2021/2022. 25 października 2022 został trenerem Pogoni Siedlce, by 16 maja 2023, na dwie kolejki przed końcem sezonu 2022/2023, podjąć pracę w Wiśle Płock, która stanęła przed widmem relegacji z Ekstraklasy. 21 maja 2023, w meczu przedostatniej kolejki, przegrała 1:2 przeciwko Rakowowi Częstochowa, osuwając się do strefy spadkowej na kolejkę przed końcem kampanii. 27 maja 2023 Wisła przegrała 0:3 na wyjeździe z Cracovią, co przypieczętowało spadek „Nafciarzy” do I ligi. Zwolniony 25 października 2023.
5 kwietnia 2024 został trenerem walczącego o utrzymanie w I lidze Zagłębia Sosnowiec, związał się kontraktem do 30 czerwca 2025, z opcją przedłużenia go o rok, został zwolniony 5 maja 2025.

## Sukcesy

### Klubowe
ŁKS Łódź
- Mistrzostwo Polski: 1997/1998

Legia Warszawa
- Mistrzostwo Polski: 2012/2013, 2013/2014, 2015/2016
- Puchar Polski: 2012/2013, 2014/2015, 2015/2016

### Indywidualne
- Król strzelców Pucharu Polski: 2012/2013 (6 goli)

## Życie prywatne
Ojciec Franciszka Saganowskiego (ur. 2006), który również został piłkarzem. Brat piłkarza plażowego Bogusława Saganowskiego.